# 아불화도가
아불화도가(阿佛和度加, ?~342년)는 고구려의 장수이다.

## 생애
342년, 모용황(慕容皝)이 본래 고구려가 예상한 평탄한 북도 쪽이 아니라 험준한 지형인 남도를 통해서 고구려를 침략해 오자, 고국원왕을 따라 남도를 방어하다가 전연의 좌장사(左長史) 한수(韓壽)에게 죽임을 당했다.